# 소닉 프론티어
《소닉 프론티어》는 소닉 팀이 개발하고 세가가 배급한 액션 어드벤처 플랫폼 게임이다. 2017년 《소닉 포시즈》 이후 출시되는 《소닉 더 헤지혹》 시리즈 본편 후속작이다. 개발 플랫폼은 닌텐도 스위치, 플레이스테이션 4, 플레이스테이션 5, 마이크로소프트 윈도우, 엑스박스 원 및 엑스박스 시리즈 X/S로, 2022년 11월 8일 전세계에 동시출시됐다.
플레이어는 주인공 소닉 더 헤지혹을 조종해 친구들과 함께 카오드 에메랄드의 반응이 있는 신비의 섬 '스타폴 제도'를 탐험한다. 《소닉 프론티어》는 플랫포머를 포함한 기존 《소닉》 게임 요소들에 시리즈 처음으로 오픈 월드를 결합한 것이 특징이다.
게임 개발은 《소닉 포시즈》 출시 이후 시작됐다. 소닉 팀 대표 이이즈카 타카시는 《소닉 어드벤처 (1998)》가 차기작들의 틀을 마련했듯, 《소닉 프론티어》 또한 이후 소닉 작품들의 방향을 정하는 이정표로 만들겠다는 것을 목표로 삼았다. 개발진은 비선형 게임플레이를 도입하기 위해 오픈 월드에 맞춰 소닉의 능력을 조정하는 것에 초점을 맞췄다.

## 반응

### 출시 전
2022년 6월, 〈닌텐도 라이프〉는 세가가 공개한 초기 게임플레이 영상에 복합적인 반응을 보였다. 〈코타쿠〉는 게임이 즐거워보이나 시리즈의 정체성이 나타나지 않고 타 게임을 모방한 것 같다고 보도했다. 〈폴리곤〉과 〈닌텐도 라이프〉는 게임의 오픈 월드가 고갈돼보인다고 보도했다.
〈IGN〉은 데모판을 4시간가량 플레이한 후 긍정적인 보도를 냈다. IGN의 기사에서 필자는 몇몇 보스전이나 버그는 수정이 필요하지만 소닉의 게임플레이가 오픈 월드에 어울리게 치환됐으며 타 오픈 월드 게임과 차별되는 독립성을 지녔다고 언급했다. 〈더게이머〉는 《소닉 프론티어》를 《Pokémon LEGENDS 아르세우스 (2022)》와 비교하며 "두 게임 모두 정체적인 시리즈를 현대적인 방법으로 재구성하려는 시도를 선보였으며, 일부 의심쩍은 디자인과 결점들에 불구하고 올바른 방향으로 시리즈를 이끌고 있다"고 평했다.

### 출시 후
《소닉 프론티어》는 리뷰 애그리게이터 웹사이트 메타크리틱에서 플레이스테이션 4판이 가장 높은 81/100점, 엑스박스 시리즈 X/S판이 가장 낮은 61/100점을 기록해 일부는 복합적, 다른 한 편에선 대체적으로 긍정적인 평가를 받아 평론이 엇갈렸다.

## 참조

### 내용주
1. ↑  영어: Sonic Frontiers, 일본어: ソニックフロンティア